# Minatogawa-koen (métro municipal de Kobe)
Minatogawa-koen  (湊川公園駅, Minatogawa-koen-eki) est une station de la ligne Seishin-Yamate du métro municipal de Kobe. Elle est située dans l'arrondissement Hyōgo-ku de Kobe, dans la préfecture de Hyōgo au Japon.
Mise en service en 1983, elle est desservie par les rames de la ligne Seishin-Yamate.

## Situation sur le réseau

Plan des métros de Kobe.

Établie en souterrain, Minatogawa-koen est une station de passage de la ligne Seishin-Yamate (verte) du métro municipal de Kobe. Elle est située entre la station Ōkurayama, en direction du terminus est Shin-Kōbe, et la station Kamisawa, en direction du terminus ouest Seishin-chūō.
Elle dispose d'un quai central encadré par les deux voies de la ligne.

## Histoire
La station Minatogawa-koen est mise en service le 17 juin 1983, lorsque le Bureau des transports municipaux de Kobe ouvre à l'exploitation du prolongement de Shin-Nagata à Ōkurayama.

## Services aux voyageurs

### Accès et accueil
La station dispose de neuf accès équipés d'escalier et de deux ascenseurs, permettant le lien entre la surface et les halls ouest et est du niveau -1. Les deux halls de billetterie et contrôle n'ont pas de lien direct entre eux au niveau -1. Le hall est dispose d'escaliers mécaniques pour rejoindre le quai au niveau -2. Le hall ouest est également équipé d'escaliers mécaniques pour rejoindre le quai au niveau -2, par ailleurs l'accessibilité de la station au personnes à la mobilité réduite passe par ce hall qui dispose aussi d'un ascenseur pour le niveau -2.

Installations
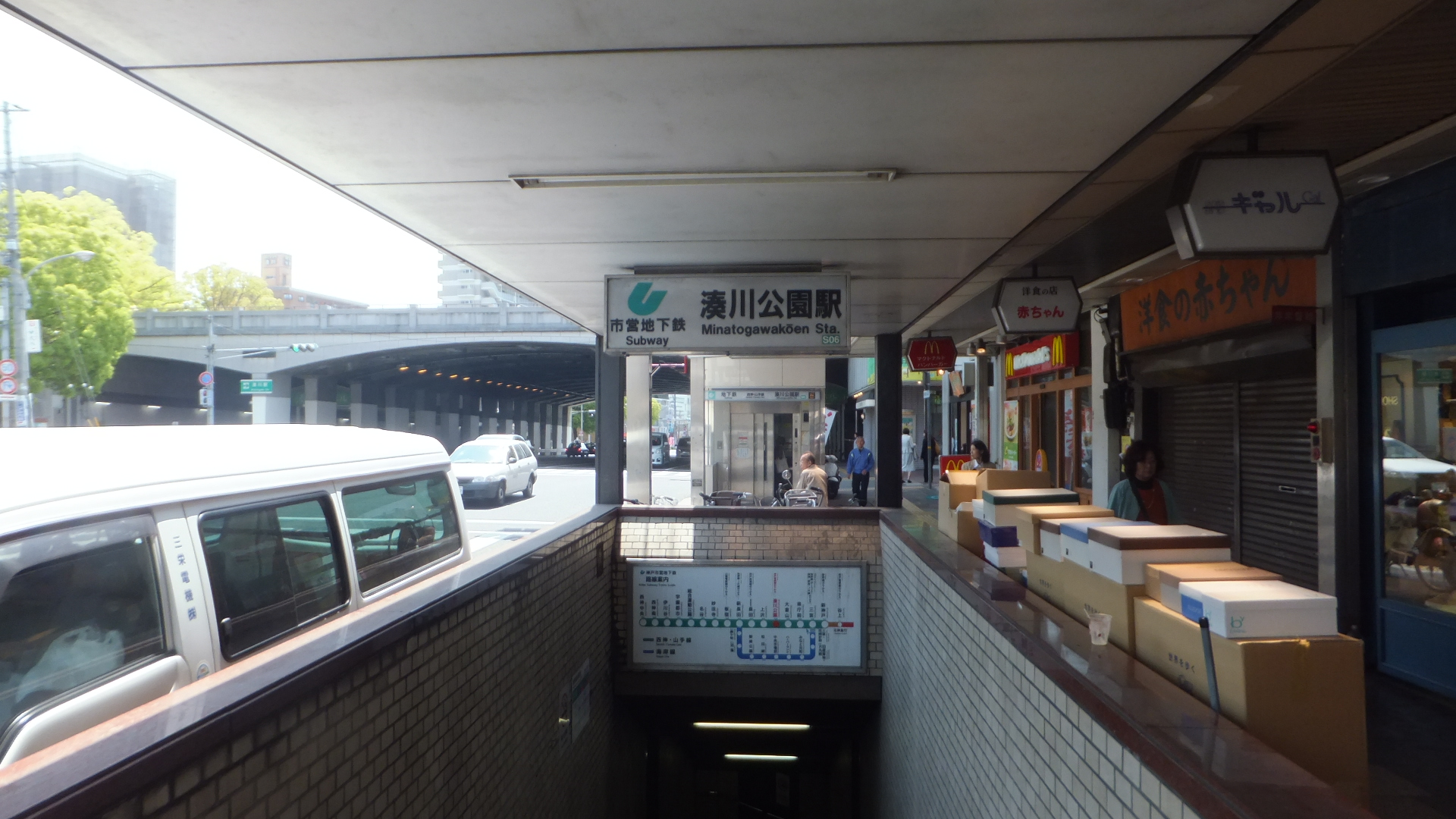
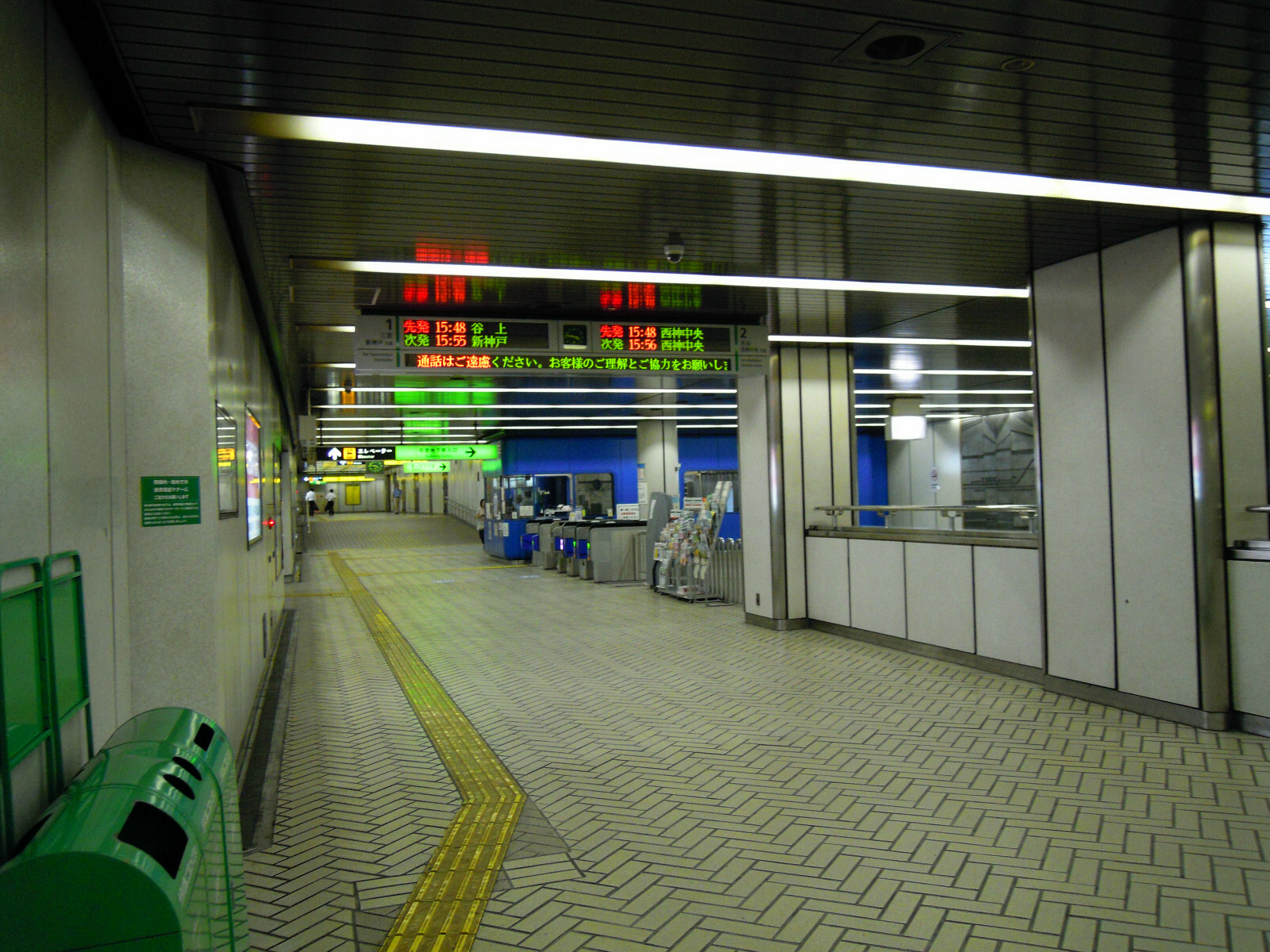
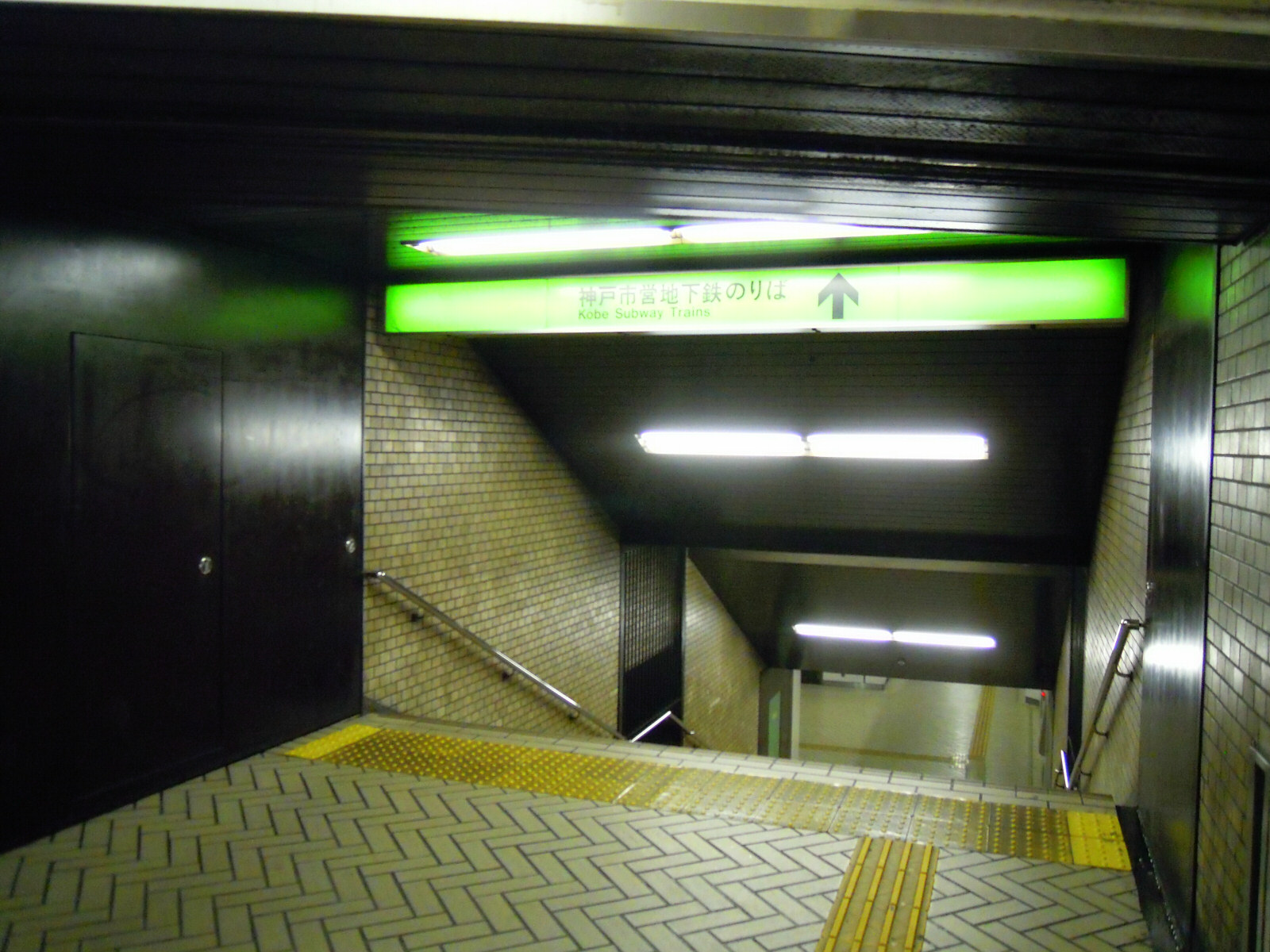

### Desserte
Minatogawa-koen est desservie par les rames de la ligne Seishin-Yamate.
| N° de voie | Ligne          | Direction                      |
| ---------- | -------------- | ------------------------------ |
| 1          | Seishin-Yamate | Sannomiya・Shin-Kobe・Tanigami |
| 2          | Seishin-Yamate | Myōdani・Seishin-chūō          |

Installations et desserte
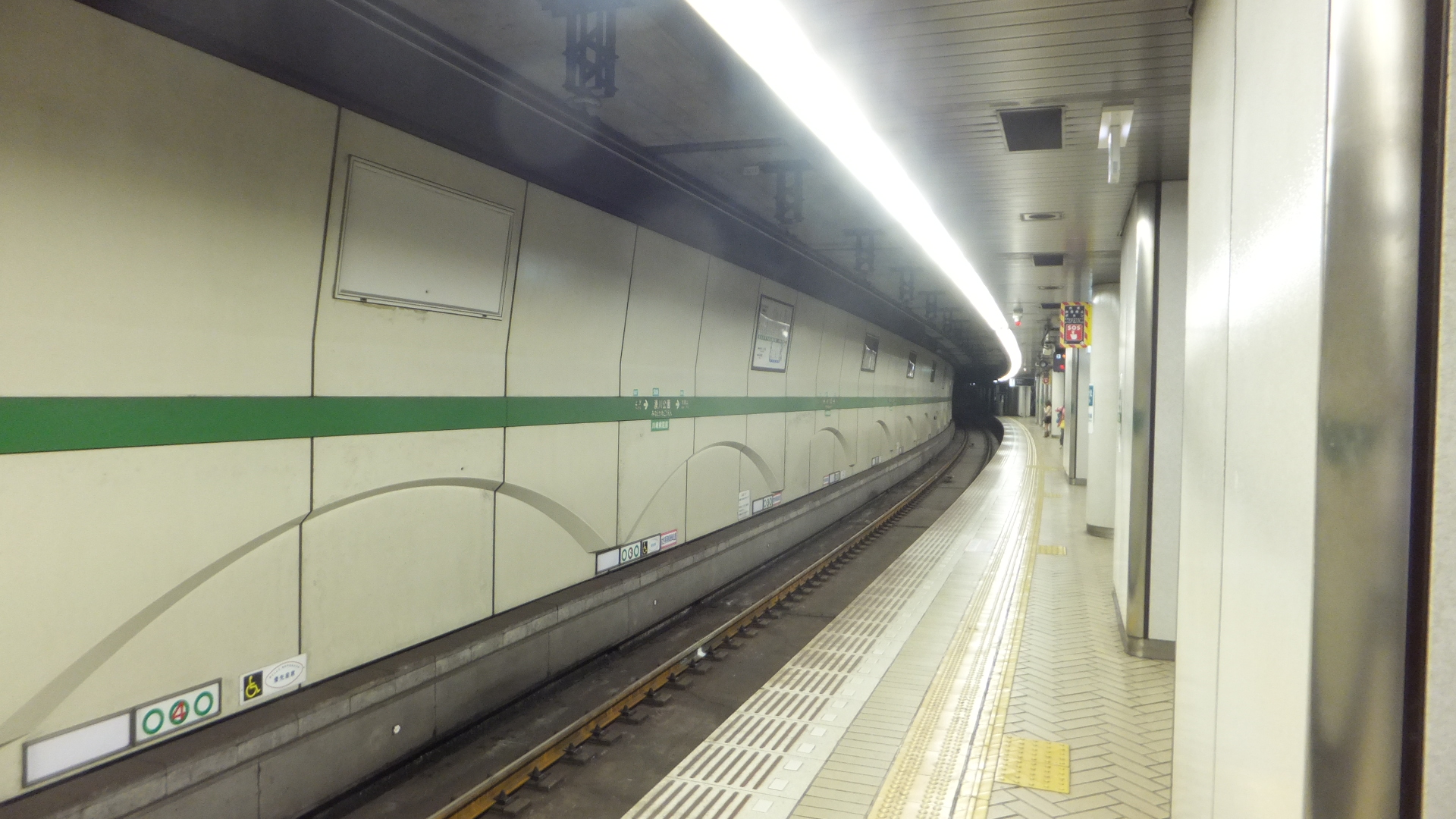
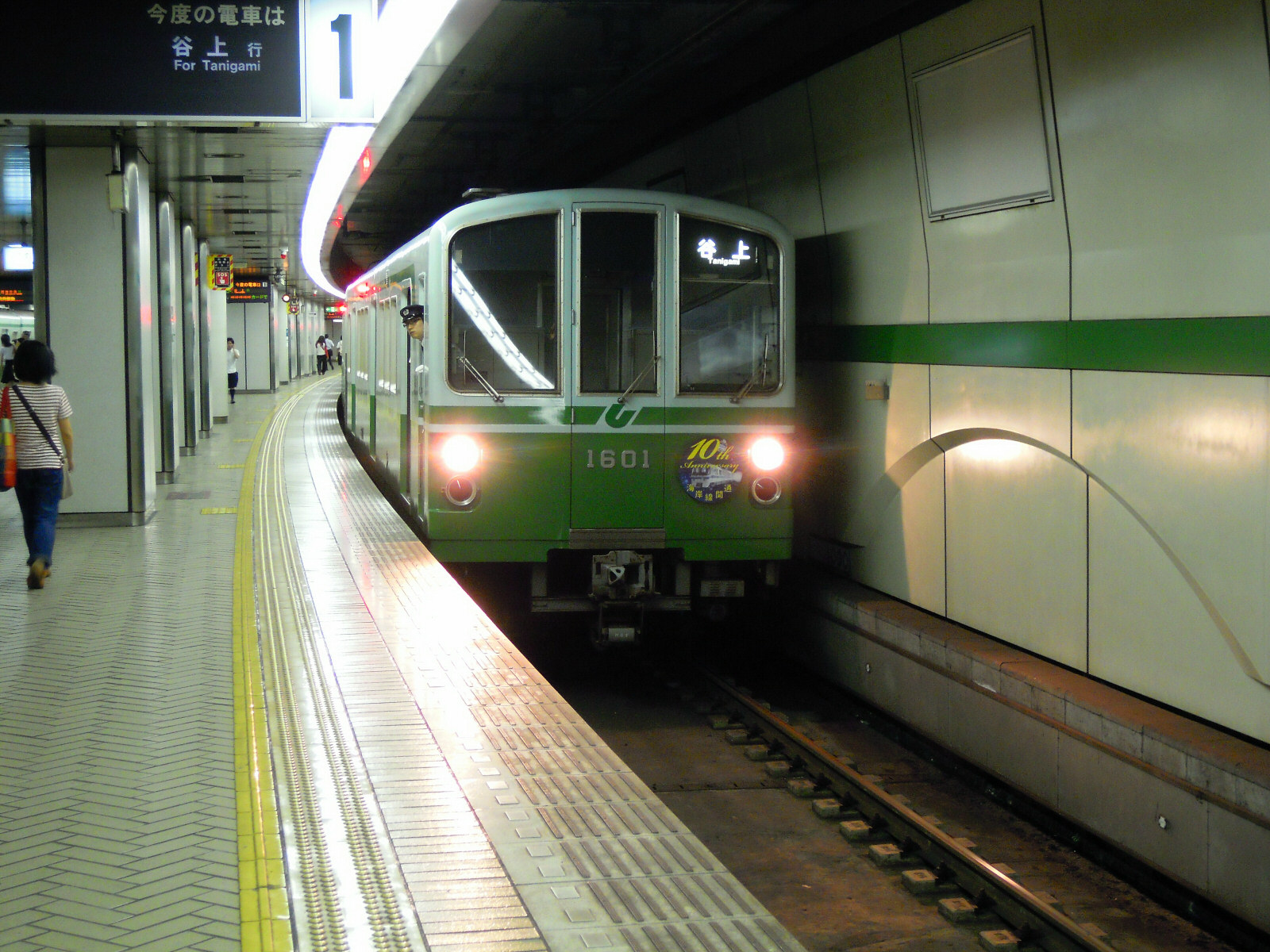
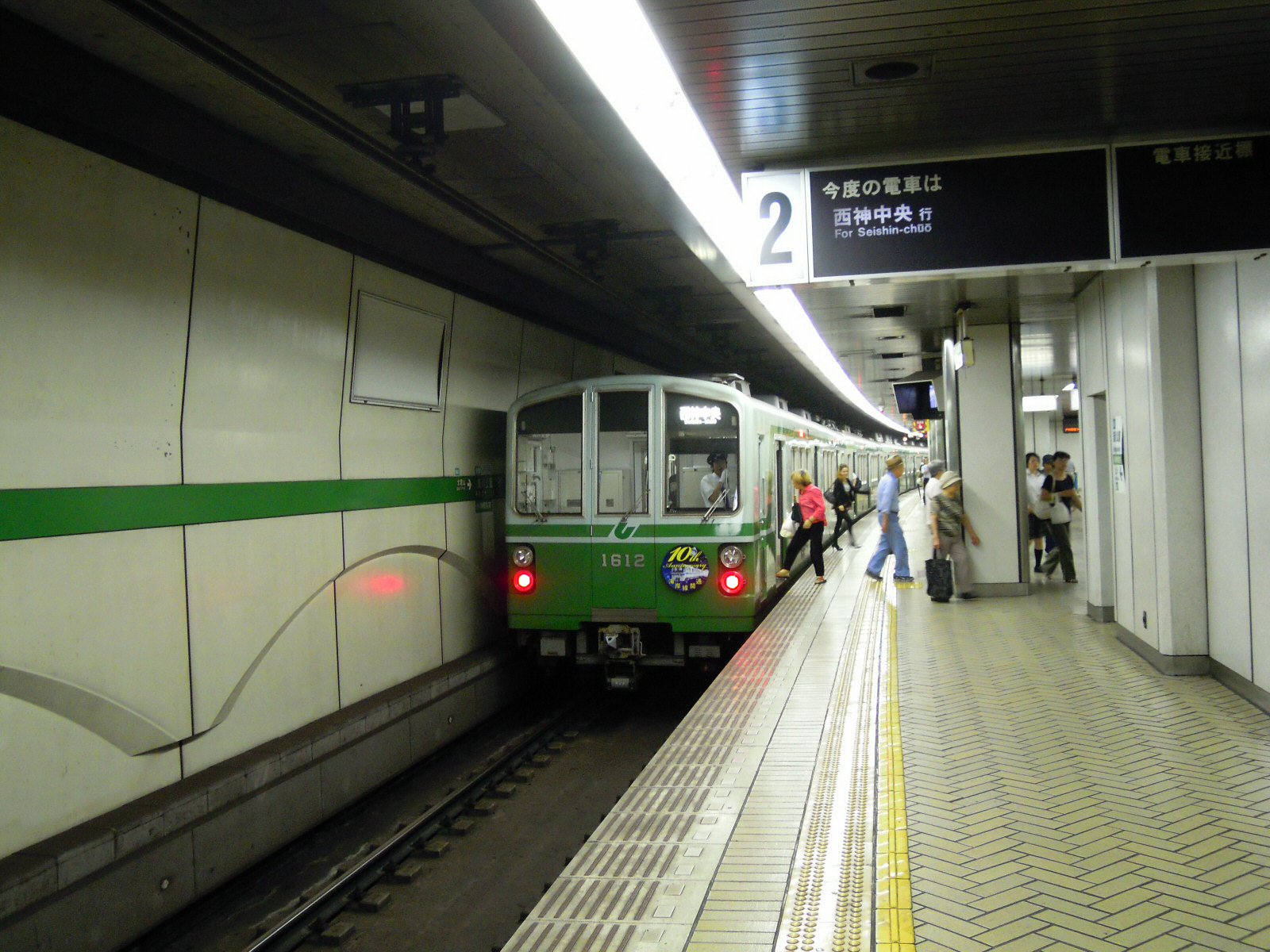

### Intermodalité
La gare de Minatogawa de la compagnie Shintetsu est en correspondance.